# بندر میامی
بندر میامی یا پورت‌میامی (انگلیسی: PortMiami) یا (Dante B. Fascell of Miami) شناخته می‌شود، بندر دریایی مهمی است که در خلیج بیسکاین در دهانه رودخانه میامی در میامی، فلوریدا واقع شده‌است. این بندر بزرگ‌ترین بندر مسافری جهان و یکی از بزرگ‌ترین بندرهای باری در ایالات متحده است.
این بندر در جزایر دوج، لوموس و سام واقع شده‌است، که ترکیبی از سه جزیره تاریخی (جزایر دوج، لوموس و سام) است که از آن زمان به هم تبدیل شده‌اند. این شهر از طریق بلوار پورت به مرکز شهر میامی متصل می‌شود - یک میانگذر روی آبراه درون ساحلی - و از طریق تونل پورت میامی به جزیرهٔ همسایهٔ واتسون. این نام به افتخار دانته فاسل، نماینده ۱۹ دوره کنگره فلوریدا، نامگذاری شده‌است.
در سال ۲۰۱۸، پورت میامی با حدود ۳۳۴٬۵۰۰ شغل درآمد اقتصادی سالانه ۴۳ میلیارد دلاری برای ایالت فلوریدا داشته‌است.

## تاریخچه
در اوایل دهه ۱۹۰۰، یک راه عبور دست‌ساز به همراه یک کانال جدید به محلی که امروزه به نام پارک دویستینیال در مرکز شهر میامی شناخته می‌شود، لایروبی شد.این مسیر دسترسی جدید به سرزمین اصلی کانال اصلی را ایجاد کرد که دسترسی حمل و نقل به بندر جدید را بسیار بهبود بخشید. از باقی‌مانده‌های اصلی این لایروبی که در سمت جنوبی کانال اصلی جدید روی هم شد، جزایر جدیدی به‌طور ناخواسته ایجاد شدند که بعداً به دوج، لوموس و جزیره سام همراه با چندین جزیره کوچک دیگر تبدیل شدند.
دسترسی بهتر به کشتیرانی پورت میامی و رشد جامعه فلوریدای جنوبی منجر به گسترش این بندر شد. در ۵ آوریل ۱۹۶۰، قطعنامه شماره ۴۸۳۰، «قطعنامه مشترک برای ایجاد تسهیلات بندر دریایی مدرن در سایت دوج آیلند» توسط هیئت کمیسران شهرستان داد تصویب شد. در ۶ آوریل ۱۹۶۰، شهر میامی قطعنامه شهر شماره ۳۱۸۳۷ را برای ساخت بندر جدید تصویب کرد. بندر جدید در جزیره دوج نیاز به گسترش جزیره با پیوستن آن به جزایر اطراف داشت.